# Automatic Writing
| Оценки критиков | Оценки критиков |
| Источник        | Оценка          |
| --------------- | --------------- |
| AllMusic        | [ 1 ]           |
| The Guardian    | [ 2 ]           |
| Pitchfork       | 7.1/10          |
| Sputnikmusic    | [ 4 ]           |

Automatic Writing (с англ. — «Автоматическое Написание») — дебютный альбом американской экспериментальной супергруппы Ataxia, выпущенный 10 августа 2004 года на лейбле Record Collection.

## Об альбоме
За две недели группа записала 10 песен продолжительностью около 80 минут и отыграла два живых концерта в течение четырёх дней. Половина песен вошла в этот альбом, половина — во второй альбом, получивший название AW II, выпущенный 29 мая 2007 года.
11 декабря 2012 года виниловое издание пластинки было выпущенно на лейбле Record Collection. Эти переизданные пластинки весом 180 грамм доступны для скачивания в любом из форматов альбома — MP3 или WAV.
По поводу этого релиза Фрушанте отметил: "Если я вам нравлюсь, потому что вы видели меня живьём, и я изо всех сил играл на гитаре, то этот альбом, который является совместной работой с Джошем Клингхоффером и Джо Лалли, даст вам то, что вы ищете. Если вас не волнует структура песен, и вы хотите мощную музыку с потрясающей игрой на гитаре и по-настоящему длинными песнями, то эта пластинка — то, что вам нужно".

## Список композиций
Издание на Виниле
Слова и музыка всех песен — Джон Фрушанте, Джо Лэлли, Джош Клингхоффер.
| №                   | Название            | Перевод             | Длительность |
| ------------------- | ------------------- | ------------------- | ------------ |
| 1.                  | «Dust»              | Пыль                | 8:57         |
| 2.                  | «Another»           | Другой              | 6:22         |
| 3.                  | «The Sides»         | Стороны             | 6:43         |
| Общая длительность: | Общая длительность: | Общая длительность: | 22:02        |

| №                   | Название            | Перевод             | Длительность |
| ------------------- | ------------------- | ------------------- | ------------ |
| 4.                  | «Addition»          | Дополнение          | 10:15        |
| 5.                  | «Montreal»          | Монреаль            | 12:23        |
| Общая длительность: | Общая длительность: | Общая длительность: | 22:38        |

## Участники записи

### Группа
- Джон Фрушанте — гитара, синтезатор, вокал (1, 2, 3, 4)
- Джо Лэлли — бас-гитара, вокал (5)
- Джош Клингхоффер — ударные, синтезатор, вокал (2)

### Продюсирование
- Джон Фрушанте — продюсер
- Райан Хьюит — звукорежиссёр, сведение
- Райан Касл — ассистент звукорежиссёра
- Берни Грундман — мастеринг

### Оформление
- Лола Монтес — фотография
- Майк Писцителли — дизайн
- Джон Фрушанте — дизайн